# ایون چرنا
ایون چرنا (رومانیایی: Ion Cernea؛ زادهٔ ۲۱ اکتبر ۱۹۳۵) کشتی‌گیر اهل رومانی بود.
وی در مسابقات کشوری و بین‌المللی در مجموع برندهٔ ۱ مدال طلا، ۲ مدال نقره، ۱ مدال برنز شده‌است.